# Kanadski ris
Kanadski ris (lat. Lynx canadensis) je vrsta iz porodice mačaka (Felidae), pobliže, svrstava se u rod risova (Lynx).

## Osobine
Dužina tijela ove vrste risova je između 75 i 105 cm, a težina mu se kreće između 8 i 13,5 kilograma. Visina u ramenima mu je oko 60 cm.

## Rasprostranjenost
Kanadski ris živi u Kanadi, južnom dijelu Aljaske, sjeverim dijelovima Oregona, Idahoa i na području Rocky Mountainsa (Wyoming, sjeverni Colorado).

## Lov
Risovi su po svojoj prirodi samotnjaci koji love samo noću. Izvstan vid i njuh im pomažu pronaći lovinu i slijediti ju. Risovi nisu vrlo brzi trkači, no zato su izdržljivi. Ponekad mogu slijediti svoj odabrani plijen i duže od kilometra. Osim toga, vrlo dobro plivaju a i dobri su penjači.

## Ishrana
Kanadski ris se hrani malim jelenima, jazavcima, zečevima, kunićima, vjevericama kao i ribama i pticama. Strvinu će jesti samo u krajnjoj nuždi.
U stanju je pričiniti veliku štetu napadajući domaće životinje. Zbog toga, iako su zaštićene, ove mačke se još uvijek love i ubijaju.

## Razmnožavanje
Vrijeme parenja kanadskog risa počinje početkom ožujka i traje do početka ili sredine travnja. Nakon gravidnosti od 63 dana, kote se prosječno dva do tri mladunca, u pravilu u nekoj jami ili dobro zaštićenom skloništu. U rijetkim slučajevima mogu se okotiti i do šest mladunaca. Mladunci se kote slijepi, ali već dobo obrasli krznom. Otvaraju oči nakon desetak dana, a nakon oko 2 mjeseca napuštaju sklonište u kojem su se okotili. Tada uglavnom kreću s majkom u lov. Uz majku ostaju do idućeg proljeća, odnosno, do neposredno prije nego što majka okoti novi podmladak.

## Vanjske poveznice
Ostali projekti
|  | Zajednički poslužitelj ima stranicu o temi Kanadski ris    |
|  | Zajednički poslužitelj ima još gradiva o temi Kanadski ris |
|  | Wikivrste imaju podatke o taksonu Kanadski ris             |